# Astarta Holding
ASTARTA Holding (ASTARTA-KYIV, ASTARTA HOLDING PLC) – ukraińskie przedsiębiorstwo przemysłu spożywczego z siedzibą w Nikozji, notowane na Giełdzie Papierów Wartościowych w Warszawie. Wraz z grupą spółek zależnych tworzy holding rolno-przemysłowy, zajmujący się głównie produkcją cukru na Ukrainie.

## Struktura i działalność
Astarta Holding PLC to założony zgodnie z prawem holenderskim podmiot dominujący grupy spółek, spośród których ukraińska Astarta-Kyiv sp. z o.o. pełni funkcję spółki holdingowej, kontrolującej 6 cukrowni, 5 przedsiębiorstw rolnych, zakład przetwórstwa owoców i warzyw oraz mieszalnię pasz.
Działalność operacyjna grupy zlokalizowana jest w obwodach połtawskim i winnickim na Ukrainie. Polega przede wszystkim na produkcji cukru z buraków cukrowych. Ze względu na stosowanie płodozmianu, grupa zajmuje się także uprawą i sprzedażą zboża, a w ramach działalności ubocznej – hodowlą bydła.
Według własnych szacunków Astarty Holding, w 2009 grupa, z 18-procentowym udziałem w produkcji, zajęła 1. pozycję ze względu na ilość cukru wyprodukowanego na Ukrainie.

## Historia
Astarta-Kyiv powstała w marcu 1993 i od 1994 działała jako pośrednik w handlu wymiennym pomiędzy ukraińskimi cukrowniami a rosyjskimi dostawcami produktów naftowych. W 1996 spółka podjęła decyzję ze zmianie profilu działalności na rolniczy i przejęła pierwsze przedsiębiorstwo rolne, a w 1999 – cukrownię. W dalszym okresie, poprzez przejmowanie i reorganizację kolejnych cukrowni, przedsiębiorstw i gospodarstw rolnych, tworzyła poszczególne spółki wchodzące dziś w skład grupy.
W 2006, w ramach przygotowań do debiutu na Giełdzie Papierów Wartościowych w Warszawie, przeprowadzono reorganizację grupy, konsolidując kontrolę nad spółkami zależnymi w Astarcie-Kyiv oraz tworząc w Holandii podmiot dominujący, Astartę Holding, który – za pośrednictwem cypryjskiej spółki Ancor Investments Ltd – posiadał 99,8% udziałów w Astarcie-Kyiv. Od 17 sierpnia 2006 akcje Astarty Holding są notowane na warszawskiej giełdzie.

## Akcjonariat
Według danych z marca 2010 największymi znanymi akcjonariuszami spółki są:
- Albacon Ventures Limited, posiadający 40,19% akcji i głosów na WZA;
- Aluxes Holding Limited – 35,19%.

Pozostali posiadają 24,62% akcji i głosów.